# Légion ukrainienne
Ne doit pas être confondu avec Légion étrangère ukrainienne.
La Légion ukrainienne, créée par le leader nationaliste ukrainien Stepan Bandera, est le nom d'un ensemble de deux unités de combat, le bataillon Roland et le bataillon Nachtigall  , qui combattirent les Soviétiques pour le compte du Troisième Reich lors de la Seconde Guerre mondiale.

## Création
Le 25 février 1941, à la suite de tractations avec le chef de l'Abwehr Wilhelm Canaris, Stepan Bandera reçoit au nom de l'OUN(B) deux millions et demi de marks, pour former le corps de la future armée de l'Ukraine indépendante. Cette légion ukrainienne, en totalité composée d'Ukrainiens, issus essentiellement de l'OUN(B), est formée des bataillons  Roland et Nachtigall, tous deux équipés par l'Abwehr. Elle est créée ad hoc dans le but de combattre les Soviétiques pour le compte du Troisième Reich. C'est une des unités du régiment école Brandebourg, qui regroupe alors tous les commandos de la Wehrmacht.